# Оборона Астрахани
Оборона Астрахани — военная кампания красных войск против белых войск за контроль над городом Астрахань в ходе Гражданской  войны в России.
Операция советских войск 11-й Армии (с июня по август 1919 года — Астраханская группа) и Волжско-Каспийской военной флотилии (до 31 июля 1919 года — Астрахано-Каспийская военная флотилия) летом и осенью 1919 года в Гражданскую войну с целью защитить город и нижнюю Волгу от войск Деникина и Колчака.

## Военно-политическая ситуация
Астрахань являлась важным стратегическим пунктом в защите Советской Республики: город прикрывал устье Волги, по которой шло снабжение центральных районов хлебом и сырьём. Весной и летом 1919 года советские войска на Юге под ударами деникинских войск вынуждены были отходить в глубь страны. В мае 1919 года наступавшая на правом крыле деникинского фронта Кавказская Армия генерала Врангеля вышла к Царицыну (Волгоград) и на дальние подступы к Астрахани. Астрахань оказалась под угрозой с разных направлений: из района Северного Кавказа - отряд генерала Драценко (3 тыс. чел.); со стороны Гурьева - Астраханская группа полковника Серёжникова (3 тыс. чел.) из состава Уральской Армии генерала Толстова; главные силы Кавказской Армии наступали на Царицын с запада.
Группировка советских войск: Кизлярская группа (усиленный стрелковый полк) действовал против отряда генерала Драценко в 70-100 км юго-западнее Астрахани; Красноярская группа (усиленный стрелковый полк) прикрывала устье Волги с востока в 60-80 км от Астрахани; главные силы Астраханской группы  (Правобережная и Левобережная группы) действовали на Царицынском направлении в районе Чёрного Яра по обоим берегам Волги;  железнодорожная группа (усиленный стрелковый полк) прикрывала железную дорогу Астрахань-Саратов; один стрелковый полк находился в резерве в Астрахани. С моря Астрахань обороняла Астрахано-Каспийская военная флотилия.

## Оборона Астрахани
Попытки белых в июне — июле 1919 года захватить город были успешно отражены советскими войсками, но угроза прорыва группы Уральской армии с востока и отряда генерала Драценко с юга на ближние подступы к Астрахани и захвата устья Волги не была снята.
30 июня 1919 года Кавказская армия ВСЮР захватила Царицын. Советские войска, действовавшие в Астраханском районе и на нижней Волге, оказались частично в окружении. С падением Царицына Астрахань стала основным препятствием на пути объединения сил южной и восточной контрреволюции. Оборона Астрахани и Нижней Волги приобрела стратегическое значение. 30 июня 1919 года Астрахань была объявлена на положении крепостного района. Белые, опираясь на Царицын, частями 2-го Кубанского корпуса повёли наступление по левому берегу Волги  на Владимировку, по правому берегу — на Чёрный Яр, угрожая замкнуть кольцо окружения, сковать здесь советские войска и тем самым содействовать наступлению отряда генерала Драценко с юга и группы полковника Серёжникова с востока. Особая опасность возникла на левобережном участке фронта. В районе станции Баскунчак и села Владимировка (занята противником 26 июля 1919 года) шли ожесточённые бои. 29 июля 1919 года решительным ударом советских войск Владимировка была освобождена. На правом берегу Волги в районе Чёрного Яра красные войска с большим напряжением отбивали атаки белых.На красноярском направлении при поддержке корабельной артиллерии советские войска остановили наступление астраханских и уральских казаков на рубеже р.Ахтуба.
Для упрочения обороны Астрахани и наступления с юга на Царицын 14 августа 1919 года на базе Астраханской группы войск была воссоздана 11-я Армия (командующий В. П. Распопов, с 26 сентября — Ю. П. Бутягин). В середине августа 1919 года в составе армии насчитывалось 14,2 тыс. штыков, 3,2 тыс. сабель, до 40 орудий, 2 бронепоезда, 7 самолётов. В её оперативном подчинении находилась Волжско-Каспийская военная флотилия.
Противник мел 13,6 тыс. штыков, 5,8 тыс. сабель, 32 орудия, 1 бронепоезд, 5 самолётов и военную флотилию на Каспийском море.
В середине августа 1919 года отряд генерала Драценко, несмотря на упорное сопротивление советских войск, продвигался по западному берегу Каспийского моря. 20 августа 1919 года советские войска оставили село Михайловское и отошли на село Басинское. Разъезды белых подходили к Астрахани на 10-15 км. Стянув с неатакованных участков фронта отдельные части и резервы, советскому командованию удалось встречным ударом остановить противника, а затем выбить его из Михайловского.
В конце августа — начале сентября 1919 года войска 11-й Армии на обоих берегах Волги нанесли удар на царицынском направлении, который был поддержан кораблями Волжско-Каспийской военной флотилии. Левобережная группа 2 сентября 1919 года освободили город Царёв, Правобережная группа 11 сентября 1919 года освободили город Райгород. Белые, опасаясь выхода советских войск к железнодорожной станции Сарепта, ударом 3-й Кубанской дивизии вдоль правого берега Волги  к середине сентября 1919 года отбросили советские войска к Чёрному Яру.
Выдержав 45-дневную осаду, гарнизон Чёрного Яра вместе с подошедшими на усиление войсками в начале ноября 1919 года перешёл в наступление и отбросил белых на 20 км к северу. С переходом в наступление в ноябре 1919 года войск Южного и Юго-Восточного фронтов части 11-й Армии развернули наступление на всех направлениях. 16 ноября 1919 года советские войска нанесли поражение отряду генерала Драценко в районе населённого пункта Оленичево. 29 ноября 1919 года 1919 года в районе Большое Ганюшкино была разбита группа полковника Серёжникова. Таким образом, весь левый берег Волги оказался в руках советских войск. Продолжая наступление, советские войска оттеснили белых в донские и калмыцкие степи. К этому времени, части 4-й Армии Туркестанского фронта разгромили Уральскую армию генерала Толстова.
3 января 1920 года был освобождён Царицын. Угроза Астрахани была ликвидирована.

## Итоги кампании
Оборона Астрахани сыграла важную роль в обороне Советской Республики. Она не позволила войскам Деникина и Толстова соединиться, предотвратила вторжение морских сил противника на Волгу, содействовала развёртыванию партизанского движения на Северном Кавказе. Оборона Астрахани  проводилась в основном на побережье моря и берегах рек. Боевые действия были привязаны к железнодорожным и населённым пунктам, требовали чёткого тактического взаимодействия стрелковых и кавалерийских частей с бронепоездами, кораблями флотилии и носили высокоманёвренный, активный характер. Советскому командованию удавалось создавать превосходство над противником на направлениях главных ударов за счёт смелого манёвра частями и соединениями, снятыми с других участков фронта, а также применением подвижных групп конницы и пехоты на автомобилях.